# Di Xin
Di Xin (chiń. 商帝辛), znany również jako Zhou Xin (紂辛), a pośmiertnie król Zhou (紂王) – ostatni władca Chin z dynastii Shang. Przybliżone lata jego panowania to 1075–1046 p.n.e.

## Biografia
Wstąpił na tron po śmierci swojego ojca Di Yi. Starożytna chińska kronika Zapiski historyka autorstwa Sima Qiana informuje, że władca odznaczał się olbrzymią siłą fizyczną, a także bystrym umysłem i elokwencją. Na początku panowania prowadził zwycięskie wojny z okolicznymi plemionami powiększając granice swojego państwa.
Według kroniki Sima Qiana, Di Xin w późniejszym okresie panowania porzucił dotychczasową moralność zaczął ignorować sprawy państwowe oddając się coraz bardziej wyszukanym zabawom i orgiom. By zdobyć na  nie środki znacznie podwyższył podatki. W źródłach ukazany jest jako osoba znajdująca się pod wpływem jednej z konkubin Daji, znanej z arogancji i okrucieństwa. By zaspokoić jej sadystyczne skłonności miał dokonać wielu straceń, których ofiarą padali zarówno zwykli ludzie, jak i wysoko postawieni urzędnicy państwowi oraz wasale królewscy. Ofiary egzekucji poddawano przed śmiercią wymyślnym torturom. 
W 1046 roku p.n.e. jeden z wasali - władca państwa Zhou, podniósł bunt. Do buntu przyłączyli się inni wasale, a nawet arystokraci i krewni króla. Do decydującej bitwy doszło pod Muye. Armia Di Xina została rozgromiona, a sam król uciekł do stolicy, gdzie popełnił samobójstwo. Zwycięzca wkroczył do Yin nie napotykając oporu. Oszczędził cały klan królewski, kazał tylko stracić powszechnie znienawidzoną Daji. Przyjął hołd od arystokracji i objął władzę jako król Wu - pierwszy z dynastii Zhou.